# Clupeosoma pseudopis
Clupeosoma pseudopis là một loài bướm đêm trong họ Crambidae.